# Étant donnés
Étant donnés (La cascada) es la última obra de arte de Marcel Duchamp, que sorprendió a la mayoría del mundo del arte que creían que había dejado al arte por el ajedrez casi 25 años antes. 
Se trata de una instalación, visible sólo a través de un par de mirillas (una para cada ojo) en una vieja puerta de madera. Al mirar por ellas se puede contemplar un gran agujero en una pared de ladrillos y, al otro lado, el cuerpo de una mujer desnuda tumbada boca arriba sobre un montón de ramas. Esta tiene la cara oculta por sus cabellos y está abierta de piernas mostrando su sexo rasurado al espectador; tiene una mano alzada hacia el centro de la escena, con la que sostiene en el aire una lámpara de gas contra el fondo de un paisaje campestre. La lámpara de gas está encendida, y un juego de luces cuidadosamente dispuestas ilumina la escena.
Duchamp trabajó en secreto en la pieza entre 1946  y 1966 en su estudio de Greenwich Village. Se compone de una antigua puerta de madera, ladrillos, terciopelo, ramitas, una escultura femenina hecha de pergamino, vidrio, linóleo, un surtido de luces, un paisaje compuesto de elementos pintados a mano y fotografiados y un motor eléctrico ubicado en una lata de galletas que hace girar un disco perforado. La escultora Maria Martins, novia de Duchamp entre 1946 y 1951, sirvió de modelo para la figura femenina de la obra, mientras que su segunda esposa, Alexina (Teeny), sirvió de modelo para el brazo de la figura. Duchamp preparó un "Manual de Instrucciones" en una carpeta de 4 anillas explicando e ilustrando cómo montar y desmontar la pieza.
La pieza fue creada con la intención de que se exhibiera en el Museo de Arte de Filadelfia. Anne d'Harnoncourt, joven conservadora por ese entonces y futura directora del museo, orquestó la adquisición y transferencia de la pieza a Filadelfia. De acuerdo con los deseos del artista, no fue hasta 1969, tras la muerte de Duchamp en 1968, que el museo reveló el cuadro a la luz pública.